# Křížkova 7 (Tábor)
Měšťanský dům s adresou Křížkova 7 je součástí městské památkové rezervace v Táboře (čj. 36.568/61-V/2), nalézá se v blízkém okolí Žižkova náměstí a jeho pozdně gotické radnice.

## Popis

### Historie
Dům čp. 28 stojí na úzkém, nepravidelně lichoběžníkovém pozemku p. č. 373, o výměře 303 m², situován je mezi ulicí Svatošovou a Křížkovou. Stavba je středověkého původu. V roce 1614 byl dům stavebně spojen se sousedním čp.29, poté, v roce 1699, byl dům čp. 28 opět samostatně odprodán.
Od  roku 1850 probíhaly v historické zóně zásadní urbanistické změny. Město představilo nový regulační plán, byly realizovány záměry pro zlepšení sociálních a hygienických podmínek, jako bylo budování stok pro odvádění splašků, zásobování vodou, začalo se s elektrickými rozvody pro průmyslovou i bytovou potřebu. Provedeno bylo také první telefonní spojení.
Roku 1867 proběhla rekonstrukce zadní části domu čp. 28, práce byly přerušeny (z důvodů havarijního stavu) a dokončeny až v roce 1869. V roce 1871 došlo ke změně přízemí na prodejní prostory (krám), a obytná místnost v 1.patře byla rozdělena. Proběhla výměna stropu nad 1.patrem, a byly vyzděny nové komíny. V roce 1907 byla provedena nová štítová zeď, protože hrozila zřícením. V roce 1996 proběhla poslední rozsáhlá rekonstrukce. V severní části domu, přístupné ze Svatošovy ulice, byl v přízemí zřízen prostor pro komerční využití, v patře upraven byt. V jižní části domu, přístupné z ulice Křížkovy, byly upraveny celkem tři byty, v každém podlaží včetně podkroví jeden.
Jedná se o jeden z mála dochovaných středověkých domů s původními prostorami, cennou stavbu, postupně upravovanou citlivou péčí odborníků.

### Architektura
Řadový jednopatrový dům, s hlavní fasádou orientovanou do Křížkovy ulice, má tříosé jižní průčelí, a s dvojicí samostatných objektů je propojen v jeden celek. V dvorní části je dvoupatrový. Vstoupit do domu lze z ulice Svatošovy i Křížkovy. Mezi domy je umístěn malý dvorek, který je brankou propojen s dvorkem sousedního domu (čp. 27). Patrové průčelí domu má tři nepravidelně rozmístěné okenní osy, a vstup z pravé části přízemí. V přízemí, v levé části fasády, jsou umístěna dvě okna s původním gotickým ostěním, tvořeným okosením, páskem a výžlabkem. Parapetní desky jsou již novodobé, žulové, stejně jako vstupní portál a vedlejší obloukové okno. Ostění trojice oken v patře jsou žulové repliky gotického ostění. V podkroví je v ose průčelí umístěn vikýř s pultovou střechou, je osazen v hlavní strmé valbové střeše. Severní, dvorní část domu, je dvoupatrová, se čtyřmi okenními osami. Má hladkou omítku, kolem oken mírně vystupující štukované šambrány.
Dům v Křížkově 28 má u vstupu do sklepa dovnitř obrácené ostění pozdně gotického portálku. Ve sklepích se opakuje původní středověká dispozice hlavní budovy, půloválná kamenná klenba, s otisky bednění.
Také v přízemí je prostor zaklenutý půlkruhovou valenou klenbou (původně zde byla černá kuchyně). Ze vstupní síně vede segmentem překlenutá tunelovitá chodba do zadního traktu. Vlevo od jejího vyústění je v síni osazen pravoúhlý okosený sedlový kamenný portálek s dveřmi, které vedou do zadní komory, rovněž s mohutnou valenou omítanou klenbu.
Dům má velmi dobře dochovanou původní dispozici i veškeré architektonické detaily.

### Kulturní památka
Dům je veden jako nemovitá kulturní památka rejst. č. ÚSKP 38585/3-4578  - měšťanský dům, a je v majetku města Tábora. Stavem kulturních památek a kontrolou jejich užívání se zabývá odbor rozvoje MÚ Tábor, který také zajišťuje státní správu na úseku památkové péče a řeší většinu otázek, týkajících se památek i památkově chráněného území. Město Tábor je také od roku 1993 aktivně zapojeno do Programu regenerace městských památkových rezervací (MPR) a městských památkových zón (MPZ).
Již v roce 1962 bylo historické jádro Starého Města vyhlášeno národní kulturní památkou (č. 251/1962 Sb.), v té době jako v jediném městě v ČSSR. Tato centrální část města, kde stojí i dům Křížkova 28/7, je protkána hustou sítí křivolakých uliček, skoro v každé z nich lze nalézt památkově chráněný dům. Většinou jde o renesanční památky, především o řadu měšťanských domů (cca 153 nemovitostí, z toho v soukromém vlastnictví 60%, ve vlastnictví obce 32%), s jejich charakteristickými prvky (obloučkovými štíty, freskami, sgrafity).
Současnost se zde prolíná s minulostí, s historickou atmosférou jeho ulic a staveb, jako je např. i tento měšťanský dům. I proto je Tábor označován za jedno z nejmalebnějších měst v České republice.

## Táborská síť sklepení
V celém městě je rozsáhlá síť sklepů (tzv. lochů) z 15. a 16. stol., vyhloubených ve skalním podloží, někdy v hloubce až 16 metrů. Řadí se mezi technické památky pozdního středověku. Některé z nich byly postupně propojeny a vytvořily jakýsi podzemní labyrint, dnes dlouhý cca 800 metrů, poprvé zpřístupněný veřejnosti v roce 1937 (tehdy šlo o prohlídku několika samostatných sklepů). Stávající prohlídková trasa Husitského muzea vznikala až po 2. světové válce, končila v domě U Lichviců (do cca devadesátých let, pak byla trasa zkrácena a vychází se už pod sousedním domem - Ctiborův dům). Dříve sklepy plnily funkci skladovací (potravin i majetku) a obrannou (nepřítel i požáry).

### Fotografie
- https://www.turistika.cz/mista/zajimave-mestanske-domy-ve-meste-tabor/foto
- https://www.visittabor.eu/mestanske-domy
- https://sechtl-vosecek.ucw.cz/cml/dir/oldtown.html